# Бойко Надія Михайлівна
Бойко (Галущак) Надія Михайлівна (13 жовтня 1964 в селі Лиса Підгаєцького району Тернопільської області) — українська  поетеса, член Національної Спілки письменників України (2018), член Української асоціації письменників художньо-соціальної літератури (2016).

## Життєпис

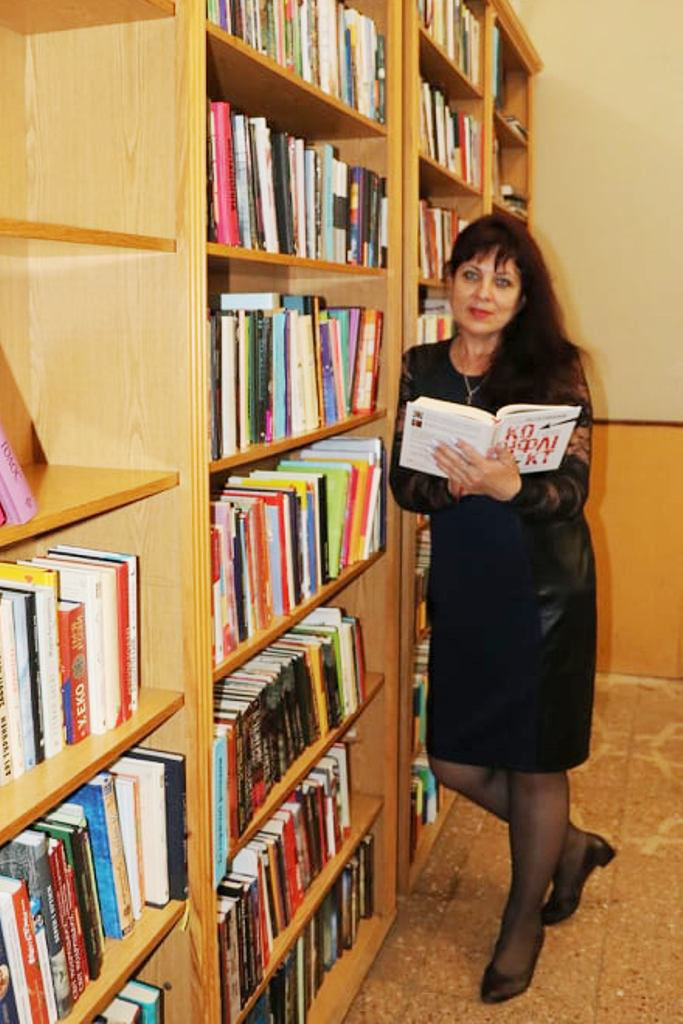
Бібліотека на Ринку

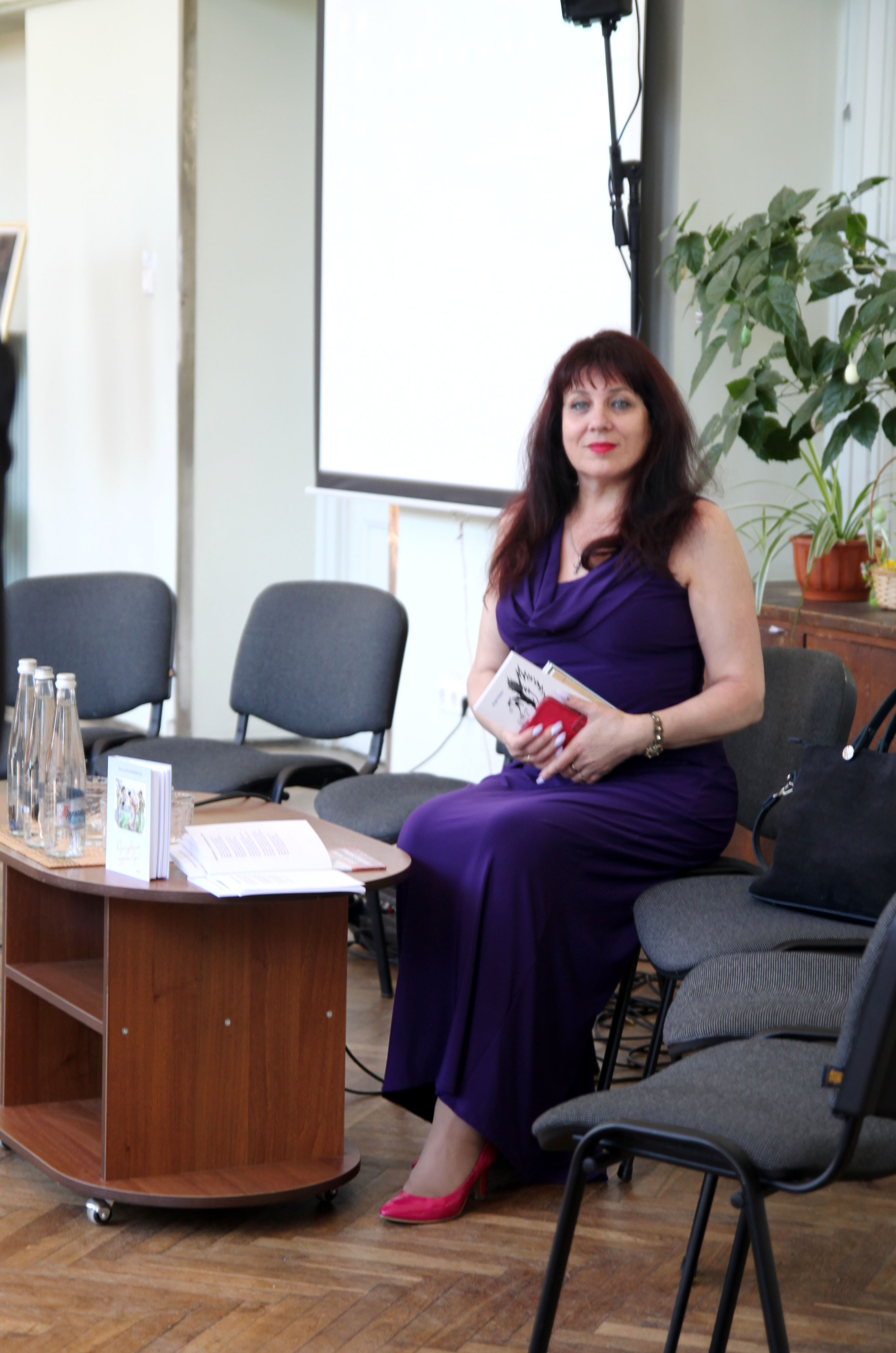
У «Львівській політехніці»

Народилася в родині сільської інтелігенції. Батько, Галущак Михайло Леонідович, завідував сільським клубом, керував хором та аматорським театром, мати, Галущак (Метанчук) Марія Євзебіївна, працювала бібліотекарем. Пише з юних літ. Творить в жанрі лірики та літературної пародії.
За фахом — інженер. Здобула освіту в Національному університеті «Львівська політехніка».
18 жовтня 2018 прийнята в члени Національної спілки письменників України.
Мешкає у Львові. Працює інженером-науковцем.
Сестра поетеси Галини Запорожченко.

## Творчість
Автор поетичних збірок:
- «Шлях додому» (видавництво «БОНА», Львів, 2015);
- «Нерозгадана осінь» (видавництво «БОНА», Львів, 2017);

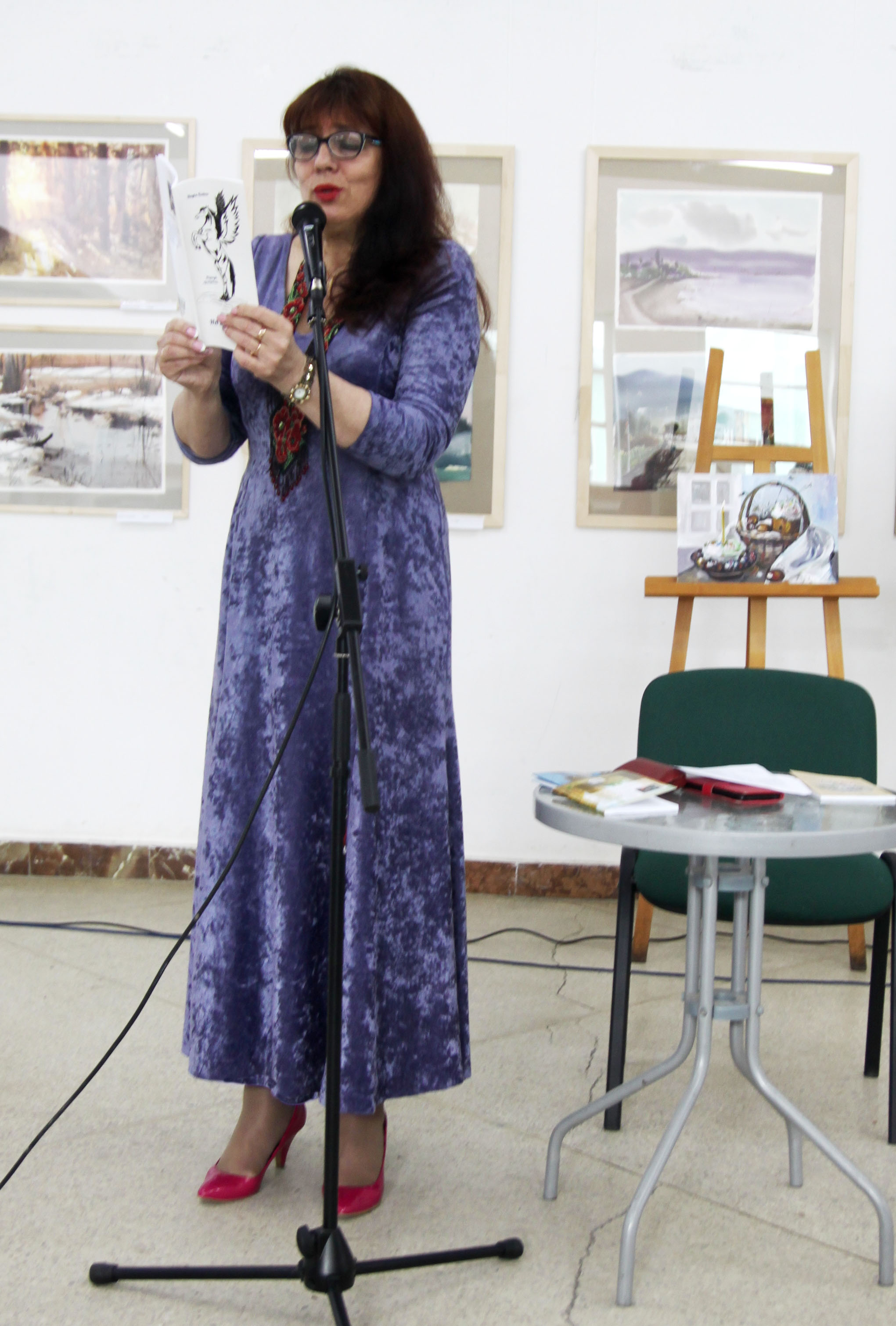
- Презентація збірки

- «Пегас на ковзанах» (видавництво «БОНА», Львів, 2018);
- «Маруся» (видавництво «Простір-М», Львів, 2019);
- «Між дійсністю і мрією» (видавництво «Простір-М», Львів, 2020);
- «Слово на два голоси» (видавництво «Іліон», Миколаїв, 2021);
- «Сорока на уроках» (видавництво «Іліон», Миколаїв, 2023).

Співавтор колективних поетичних збірок та альманахів:
- «Україна-мати кличе нас повстати» (2014);
- «Поетична топоніміка» (2015, 2018);
- «Українська хвиля» (2017);
- «Мовою серця» (2016);
- «Крила» (2017, 2018);
- «Ковток життя» (2020).

Співавтор (автор текстів) ряду пісень.

## Публікації
«Мого дитинства праведна святиня…» // «Літературний Тернопіль»: літературно-мистецький і громадсько-політичний часопис, № 4 (81), 2019.

## Відзнаки
- Дипломант Всеукраїнського літературного конкурсу імені Володимира Дроцика — за поетичну збірку «Шлях додому» (2016)[джерело?].
- Дипломант Всеукраїнського літературного конкурсу імені Леся Мартовича — за поетичну збірку «Шлях додому» (2017)[джерело?].
- Дипломант Всеукраїнського літературного конкурсу імені Леся Мартовича — за поетичну збірку «Нерозгадана осінь» (2018)[джерело?].
- Лауреат Міжнародної літературно-мистецької премії імені Пантелеймона Куліша — за збірку віршів «Маруся» та активну життєву позицію (2020).[2]
- Лауреат Міжнародної премії авторської пісні імені Василя Симоненка — за пісню «Я поверну» (слова) та популяризацію української пісенної творчості (2020).[3]
- Лауреат Міжнародної літературно-мистецької премії імені Генріха Бьолля (Німеччина) — за визначну творчу діяльність (2020).[4]
- Лауреат Міжнародної літературної премії миру — за визначну літературну діяльність (2021).[5]
- Лауреат Міжнародної літературно-мистецької премії імені Лесі Українки — за вагому творчу діяльність та стійку громадянську позицію (2021).[6]
- Лауреат Міжнародної літературно-мистецької премії «Світ пограниччя» — за популяризацію і примноження культурно-духовних надбань України (2021).[7]
- Медаль «За служіння мистецтву».[8]
- Лауреат Всеукраїнського літературного конкурсу імені Леся Мартовича — за збірку пародій та гуморесок «Пегас на ковзанах» (2021).